# U 81 (Kriegsmarine)

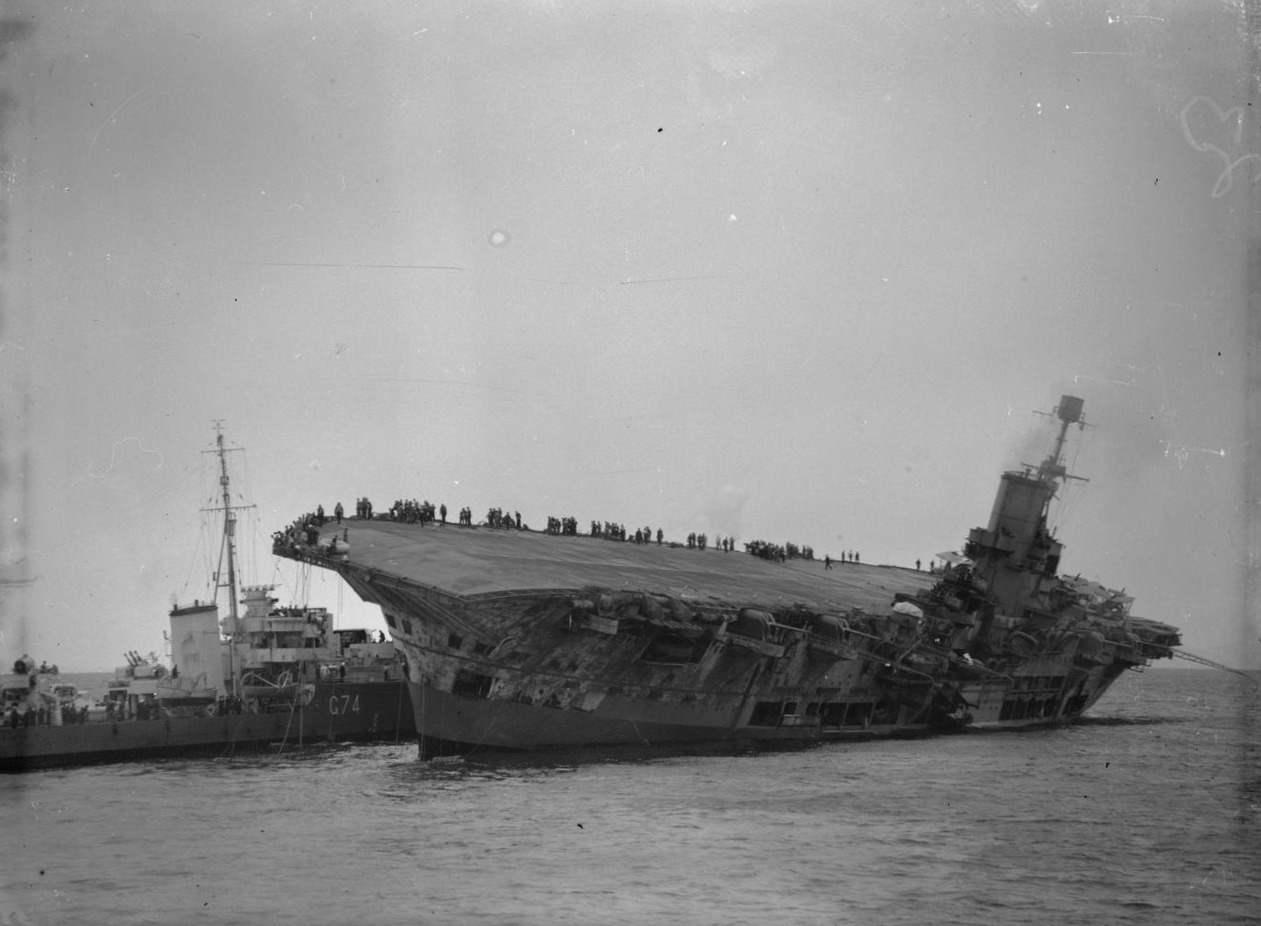
HMS Ark Royal (91) maakt slagzij en HMS Legion neemt de opvarenden over.

De U 81 was een VII C-klasse U-boot van de Duitse Kriegsmarine tijdens de Tweede Wereldoorlog. Op 13 november 1941 torpedeerde deze U-boot het Britse vliegdekschip HMS Ark Royal in de Middellandse Zee. De commandant was kapitein-luitenant-ter-zee Friedrich Guggenberger.

## Geschiedenis
Op 13 november 1941 deed de U 81 een torpedoaanval op het vliegdekschip HMS Ark Royal. Deze kreeg torpedotreffers aan stuurboord en begon slagzij te maken. Het schip zonk de volgende dag, na meer dan twaalf uur lang slagzij te hebben gemaakt. In de tussentijd werden op een na alle opvarenden van boord gehaald en door HMS Legion aan boord genomen. De Fairey Swordfish-torpedobommenwerpers, die door de slagzij niet konden opstijgen, verdwenen mee in de golven.

## Ondergang
De U 81 zonk op 9 januari 1944 te Pula, in positie 44° 52′ 0″ NB, 13° 51′ 0″ OL na om 11:30 te zijn getroffen door Amerikaanse bommenwerpers. Er waren twee doden en een aantal onbekende overlevenden. De U-boot werd gelicht op 22 april 1944 en onderzocht.

## Commandanten
- 26 april 1941 - 24 december 1942: Kptlt. Friedrich Guggenberger (Ridderkruis)
- 25 december 1942 - 9 januari 1944: Oblt. Johann-Otto Krieg (Ridderkruis)